# Tajimi
Tajimi (japanska: 多治見市   ?, Tajimi-shi) är en stad i Gifu prefektur i Japan. Staden fick stadsrättigheter 1940.
Den 16 augusti 2007 uppmättes en temperatur på 40.9˚ i Tajimi, vilket var den dittills japanskt högsta temperaturen i Japan. 2013 uppmättes dock en ännu högre temperatur i Shimanto, Kochi.